# Un soldat revient du front
Pour plus de détails, voir Fiche technique et Distribution.
Un soldat revient du front (Пришёл солдат с фронта, Prishol soldat s fronta) est un film soviétique réalisé par Nikolaï Goubenko, sorti en 1971,.

## Fiche technique
- Titre original : Пришёл солдат с фронта, Prishol soldat s fronta
- Titre français : Un soldat revient du front ou Le Soldat est revenu du front[3]
- Photographie : Elizbar Karavaiev
- Musique : Viatcheslav Aleksandrovitch Ovtchinnikov
- Décors : Sergeï Voronkov, Ippolit Novoderejkin